# Камизано
Камиза̀но (на италиански: Camisano, на местен диалект: Camisà, Камиза) е село и община в Северна Италия, провинция Кремона, регион Ломбардия. Разположено е на 92 m надморска височина. Населението на общината е 1263 души (към 2016 г.).